# Saudi Landbridge Project

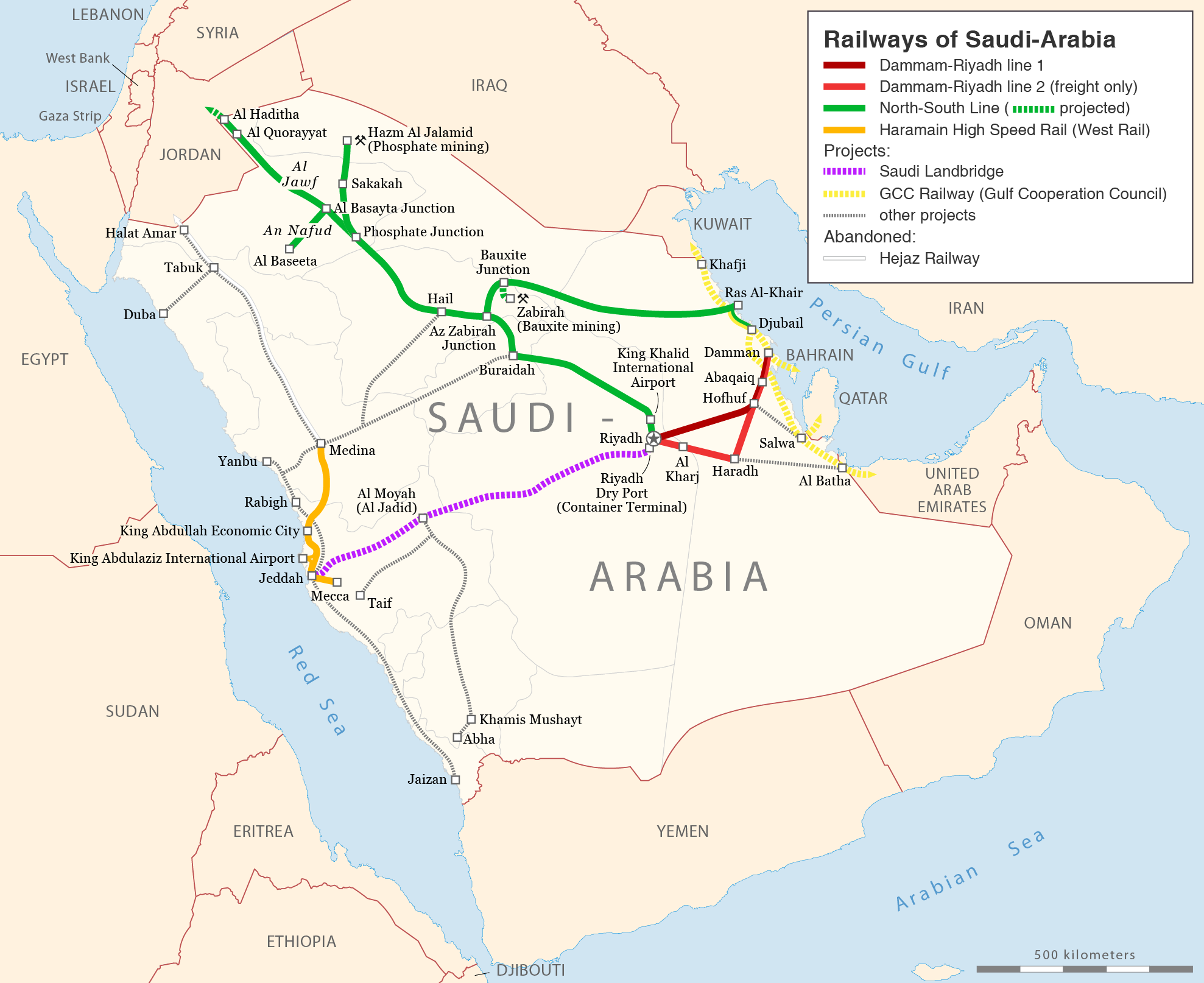
Carte du réseau ferré saoudien. Le Saudi Landbridge Project est dessiné en rose pointillé.

Le Saudi Landbridge Project est un projet de chemins de fer, qui fait partie du Programme d'extension des chemins de fer saoudiens.
Destinée principalement au fret, cette voie ferrée doit relier Djeddah sur la Mer Rouge, à la capitale saoudienne Riyad. La ligne de 450 km entre Riyad et Dammam sera améliorée, et une seconde ligne de 115 km est prévue pour relier Dammam avec Jubail, toutes deux sur le golfe Persique,. Les nouvelles lignes seront à une seule voie, mais l'infrastructure (y compris les ponts et tunnels) sera conçue pour permettre une double voie par la suite.